# ليانا زفانيا
ليانا زفانيا (بالروسية: иана (Лариса) митриевна Жвания؛ 20 مايو 1949 - 25 مارس 2021) ممثلة سينمائية سوفيتية وروسية. لعبت أدوار في أفلام ذا تونتي مونث وحياة مستقلة ودفنني خلف اللوح. أصبحت فنانة متميزة في روسيا الاتحادية الاشتراكية السوفياتية في عام 1991.
توفيت زفانيا في سانت بطرسبرغ في 25 مارس 2021 عن عمر يناهز 71 عامًا.